# Memories & Stories
Memories & Stories (englisch für „Erinnerungen und Geschichten“) ist ein Lied des deutschen Popsängers Mark Forster. Das Stück erschien als Teil des Soundtracks zu Die drei ??? – Erbe des Drachen.

## Entstehung und Artwork
Geschrieben wurde das Lied von Forster selbst (Mark Ćwiertnia), zusammen mit den Koautoren Jan Philipp Bednorz (Phil the Beat), Ralf Christian Mayer, Daniel Nitt, Konstantin Scherer (Djorkaeff) und Vincent Stein (Beatzarre). Die Produktion erfolgte durch die Zusammenarbeit von Forster, Mayer und Nitt.
Auf dem Frontcover der Single ist – neben Künstlernamen und Liedtitel – Mark Forster etwa im Alter von 16 oder 17 Jahren zu sehen. Während das CD-Cover rot-schwarz gehalten ist, ist das Artwork der digitalen Variante eher schwarz-weiß. Die Präsentation erfolgte über die sozialen Medien, dabei inszenierte Forster die Vorstellung, dass sie an Steve Jobs Vorstellungen bei Apple erinnerte.

## Veröffentlichung und Promotion
Die Erstveröffentlichung von Memories & Stories erfolgte als 2-Track-Single auf CD am 13. Oktober 2022. Erstmals angekündigt wurde die Auskopplung von Forster am 5. Oktober 2022 über die sozialen Medien. Diese erschien als Bundle mit einem Stickerset und T-Shirt. Das Bundle war auf 1.000 Einheiten limitiert und von Forster handsigniert. Die reguläre Veröffentlichung von Memories & Stories erfolgte am 21. Oktober 2022 zum Download und Streaming. Diese erschien ebenfalls als 2-Track-Single. Am 4. November 2022 erschien zudem eine Akustikversion des Songs. Sowohl die digitale als auch die physische Variante beinhaltet eine Big-Band-Version, gemeinsam mit der SWR Big Band, als B-Seite. Das Lied erschien durch das Musiklabel Four Music und wurde durch Sony Music vertrieben. Verlegt wurde Memories & Stories durch Fisherman Songs, Larrabeat Publishing Musikverlag und Sony Music Publishing.
Die Big-Band-Version zu Memories & Stories war das Titellied zur ARD-Themenwoche Wir gesucht – Was hält uns zusammen?. Die Originalversion erschien am 27. Januar 2023 als Teil des Soundtracks zu Die drei ??? – Erbe des Drachen.

## Inhalt
| „Und das, was keiner wirklich weiß. Ist, was am Ende von uns bleibt. Außer Memories und Stories. Und den Bildern unsrer Zeit. Ja, dieser Tag ist bald vorbei. Und im Momеnt sind wir noch hyped. Denn für Memories und Stories. Hab'n wir zum Glück noch bisschеn Zeit.“ – Refrain, Originalauszug | Der Liedtext zu Memories & Stories ist, anders als es der englischsprachige Titel vermuten lässt, in deutscher Sprache verfasst. Der Titel bedeutet ins Deutsche übersetzt so viel wie „Erinnerungen und Geschichten“. Forster selbst bestätigte in einem Interview, dass er sich zur englischen Titelvariante entschieden habe, weil es „ein bisschen cooler“ klinge. Die Musik und der Text wurden gemeinsam von Beatzarre, Djorkaeff, Mark Forster, Ralf Christian Mayer, Daniel Nitt und Phil the Beat geschrieben und komponiert. Musikalisch bewegt sich das Lied im Bereich der Popmusik, stilistisch im Bereich der Ballade. Inhaltlich gehe es um die Sachen, die man erlebt, wenn man raus gehe, vor die Tür – so Forster im Interview mit Laura Potting. Aufgebaut ist das Lied auf zwei Strophen und einem Refrain. Es beginnt mit der ersten achtzeiligen Strophe, auf die zunächst der sogenannte „Pre-Chorus“ anschließt, ehe der eigentliche Refrain einsetzt. Der gleiche Vorgang wiederholt sich mit der zweiten Strophe. Nach dem zweiten Refrain setzt ein Instrumental ein, bevor das Lied mit dem darauffolgenden dritten Refrain endet. |

## Musikvideo
Das Musikvideo zu Memories & Stories feierte seine Premiere auf YouTube am 21. Oktober 2022. Es zeigt einen Zusammenschnitt aus Homevideo-Aufnahmen von Forster. Das Video ist dabei chronologisch aufgebaut und beginnt in der seiner Jugend. Die Gesamtlänge des Videos beträgt 2:35 Minuten. Bis November 2022 zählte das Musikvideo über 300 Tausend Aufrufe bei YouTube.

## Mitwirkende
| Liedproduktion - Jan Philipp Bednorz (Phil the Beat): Komponist, Liedtexter - Mark Ćwiertnia (Mark Forster): Gesang, Komponist, Liedtexter, Musikproduzent - Ralf Christian Mayer: Komponist, Liedtexter, Musikproduzent - Daniel Nitt: Komponist, Liedtexter, Musikproduzent - Konstantin Scherer (Djorkaeff): Komponist, Liedtexter - Vincent Stein (Beatzarre): Komponist, Liedtexter | Unternehmen - Fisherman Songs: Verlag - Four Music: Musiklabel - Larrabeat Publishing Musikverlag: Verlag - Sony Music: Vertrieb - Sony Music Publishing: Verlag |

## Charts und Chartplatzierungen
Memories & Stories erreichte einmalig am 28. Oktober 2022 auf Rang 93 die deutschen Singlecharts. In den Midweekcharts der gleichen Verkaufswoche platzierte sich das Lied noch auf Rang 85. Darüber hinaus platzierte sich das Lied auf Rang 30 der Downloadcharts und Rang 66 der Airplaycharts.
Für Forster als Interpret ist dies, inklusive des Charterfolgs mit seinem Musikprojekt Eff, der 21. Charterfolg in Deutschland. In seiner Autorentätigkeit erreichte er hiermit zum 25. Mal die deutschen Singlecharts sowie zum 24. Mal als Produzent. Beatzarre landete hiermit seinen 184. Charthit als Autor in Deutschland. Für Djorkaeff als Autor avancierte Memories & Stories zum 180. Charthit in den deutschen Charts. Ralf Christian Mayer erreichte als Produzent zum 23. Mal die deutschen Charts sowie zum 19. Mal als Autor. Für Daniel Nitt ist es in seiner Autorentätigkeit der 16. Charterfolg in Deutschland, in seiner Produzententätigkeit ist es der 15. Charterfolg. Phil the Beat erreichte als Autor zum 20. Mal die Singlecharts in Deutschland.